# Park Se-yeong
Park Se-yeong (in hangŭl: 박세영; Seul, 26 luglio 1993) è un pattinatore di short track sudcoreano.

## Biografia
È il fratello di altre due pattinatrici di short track, Park Seung-hi e Park Seung-ju: tutti e tre hanno partecipato alle Olimpiadi di Soči 2014.

## Palmarès

### Mondiali
- 3 medaglie:
  - 1 argento (staffetta 5000 m a Montreal 2014);
  - 2 bronzi (1000 m, 1500 m a Montreal 2014).

### Mondiali juniores
- 6 medaglie:
  - 5 ori (staffetta 3000 m a Taipei 2010; classifica generale, staffetta 3000 m a Melbourne 2012; classifica generale, staffetta 3000 m a Varsavia 2013);
  - 1 bronzo (classifica generale a Taipei 2010).